# 三幸毛糸紡績
三幸毛糸紡績株式会社（さんこうけいとぼうせき）は、愛知県名古屋市中村区に本社を置く中規模繊維メーカー。

## 概要
高級モヘア糸の生産で有名な繊維メーカーである。経営基盤のバランス化を目指して商材の多角化戦略を実施している。染め・織り・加工・縫製品をタイアップして最上級商品作りをグループの目標としている。
1948年（昭和23年）10月30日、資本金200万円で三幸産業株式会社として設立。1948年（昭和23年）11月に現社名に変更。同時に新川工場も設立された。1952年（昭和27年）10月には三重県四日市市北部の富田地域の西富田町に立地する富田精工を吸収合併し、当社富田工場とした。1957年には春日井工場（不織布事業を展開）も完成。子会社にサンモールがある。
労働組合はUAゼンセン同盟（連合）に所属する。

## 主な事業所
- 本社 - 名古屋市中村区名駅花車ビル北館[3]
- 事業所（東京支店）‐ 東京都中央区日本橋人形町

- 新川工場（染色・紡績）‐ 愛知県清須市桃栄
- 春日井工場（不織布）‐ 愛知県春日井市追進町。工場跡地を大和リースが開発した商業施設「フレスポ春日井」が2019年7月までに完成した。また、東側に工場倉庫、事務所を集結させている。
- 恵那工場 - 岐阜県恵那市笠置町姫栗
- 南アフリカ工場 - 2000年代に海外進出した工場である。産地直産の糸生産を行うため富田工場などの国内工場の生産設備を移転して、モヘアの生産地の南アフリカに紡績工場を建設した。南アフリカ工場で生産するモヘアループは世界水準の高さと染工場から高く評価されている[1]。

かつて存在した事業所
- 富田工場（ニット・手編み糸）- 三重県四日市市西富田町
  - 社宅の跡地は四日市ライオンズマンションとなった。また2008年8月には大和リースが手がける商業施設「フレスポ四日市富田」が開業した。
  - 2010年代まで一部施設が操業を続けていたが、近鉄不動産の大規模マンション「ローレスクエア四日市富田」として売却された。

## 事業
- 糸・不織布・資材の製造販売事業
- 不動産事業（富田工場の社宅跡地を商業用地として不動産賃貸）

## 生産製品
- 紳士服・婦人服地向け糸（創業以来のモヘア糸）
- マシンニット向け糸（創業以来のモヘア糸）
- 手編み毛糸（創業以来のモヘア糸）
- インテリア向け素材
- 糸・原料染め
- 高級梳毛糸生産
- 不織布生産（工業用研磨剤、土木用資材、生活関連資材、屋上緑材・ビオトープ資材などを生産している）
- 梳糸メリヤス糸
- 梳毛織糸
- 梳毛糸編糸[4]
- 合織混メリヤス糸
- 合織糸手芸糸

## 設備投資
- ニット素材メーカーの滝善とミセス衣料向け素材を企画共同開発して、秋物から冬物の国内のニッターやアパレル販売をした。
- 糸素材に占めるモヘア糸比率は15%である。
- その他の原料は英国羊毛・南米特殊物・欧州特殊物・ナイロン異形断面である。
- タスマニア産ウールワースを原料としたポロワースTCMがある。
- 2000年代にパステルツィートができるウエアのロービングヤーンを開発した。
- 2000年代に原料・特殊紡績のTTYコンオスツィートを導入した。
- 2000年代に紡績工程の最需要部分であるギア管理をデジタル化した。それにより機屋・企画デザイナーに画像で糸形状を見てもらい、女性客・男性客好みの糸を提供できる体制を確立した。

## 主要取引先
- 仕入
  1. 兼松
  2. 三菱商事
  3. 三井物産[5]
  4. 伊藤忠商事
  5. 丸紅
  6. 名川織商
  7. 日商岩井
- 販売
  1. 兼松
  2. 三井物産
  3. 三菱商事
  4. 日商岩井
  5. 丸紅
- 新しい販売ルート
  1. 個性派アパレルDC（デザイナー・キャラクター）